# 大众ID.6
大众ID.6是德國大众汽车專為中國大陸市場推出的一款纯电动跨界休旅車，于2021年开始生产。该车型基于大众集团MEB平台研发，分为一汽大众生产的ID.6 Crozz和上汽大众生产的ID.6 X，后者在外观设计上有略微改变。大众集团表示该车定位为ID.系列的旗舰SUV车型。截至2022年4月，ID.6是ID.系列（以及基于MEB平台）销量第二的车型。

## 概念车版本

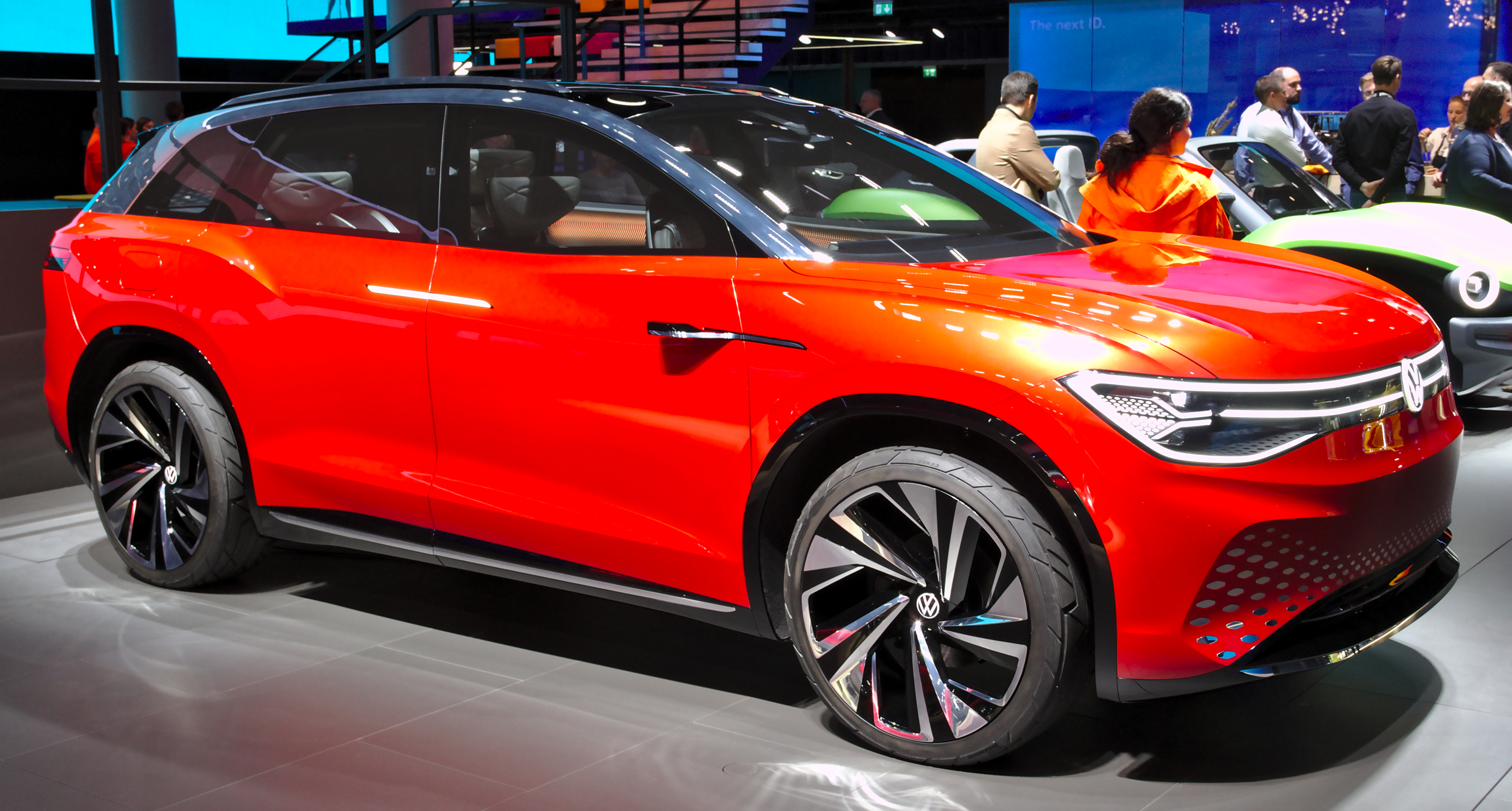
大众I.D. Roomzz概念车

大众ID.6是基于大众I.D. Roomzz概念车研发的车型。I.D. Roomzz于2019年4月在上海车展上首次亮相，是一款基于MEB平台的家用SUV，前部和后部均采用对开滑动门。该款概念车采用双电机驱动，前轮功率为75 kW（101 hp），后轮功率为150 kW（200 hp），二者可实现225 kW（302 hp）的动力输出。

## 量产版本
大众ID.6于2021年4月17日通过线上发布会首发，发布会上同时公布该车型将分为两个版本：一汽大众ID.6 Crozz和上汽大众ID.6 X。ID.6基于大众集团MEB平台打造，与大众ID.4、斯柯达Enyaq iV以及奥迪Q4 e-tron共享该平台。为了容纳第三排空间，大众将ID.6的车身长度加长至4,876 mm（192.0英寸），较ID.4长近300 mm（11.8英寸），2,965 mm（116.7英寸）的轴距则支撑了其长度。
ID.6基础版为单电机后轮驱动，功率为177 hp（179 PS；132 kW），声称百公里加速时间为9.3秒；而201 hp（204 PS；150 kW）版本的百公里加速时间为9.1秒。双电机车型可产生302 hp（306 PS；225 kW）和310 N·m（31.6 kg·m；229 lb·ft）的扭矩，百公里加速时间为6.6秒，最高时速为160 km/h（99 mph）。ID.6提供六座或七座选择，合金轮毂尺寸范围为19至21英寸。全车型以人机交互为特点，内饰灯光、天窗为触控操作，配备语音控制、智能交互式灯带、增强现实抬头显示、Travel Assist巡航辅助系统等功能。

### 平行出口及法律争议
2022年上半年，一位柏林经销商将合法进口22辆一汽大众生产的ID.6 Crozz在线销售。经过改装和软件更新后，德国联邦汽车运输管理局已准备好批准这些车辆，他可以合法销售。2023年2月，德国大众以违反商标法向法院申请扣押并销毁这批车辆。德国大众发言人在2024年1月的报道中不愿具体评论该案，表示：“在中国生产并销售的 ID 车型由于其硬件和软件配置问题，不符合欧洲注册资格（例如缺乏自动紧急呼叫系统）……从技术上讲，它们与欧洲市场的版本存在很大差异（例如高压电池系统和部分车辆软件）”，并强调不仅要保护客户，还要保护其贸易和服务合作伙伴，“因此，在与大众汽车品牌签订的授权合同业务中，未经授权的平行进口车辆不得买卖，也不得根据当地市场情况进行调整”。分析指出，相似车型如ID.4和ID.7在德国的售价接近是在中国的两倍，且中国新能源车市场持续的价格战使得经销商经过进口手续后仍有利可图。截至2024年5月，上诉程序仍在继续。

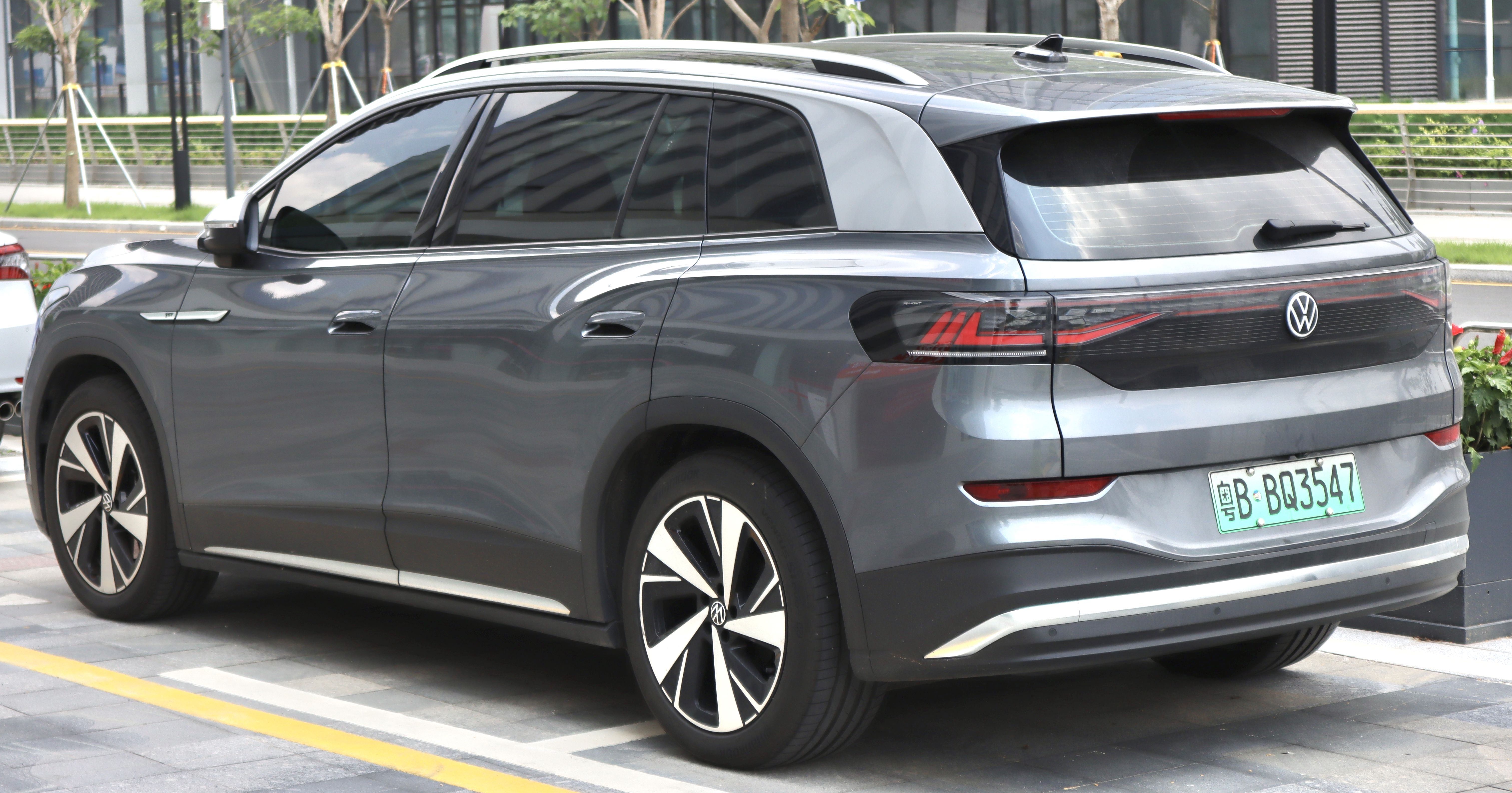
上汽大众ID.6 X后侧
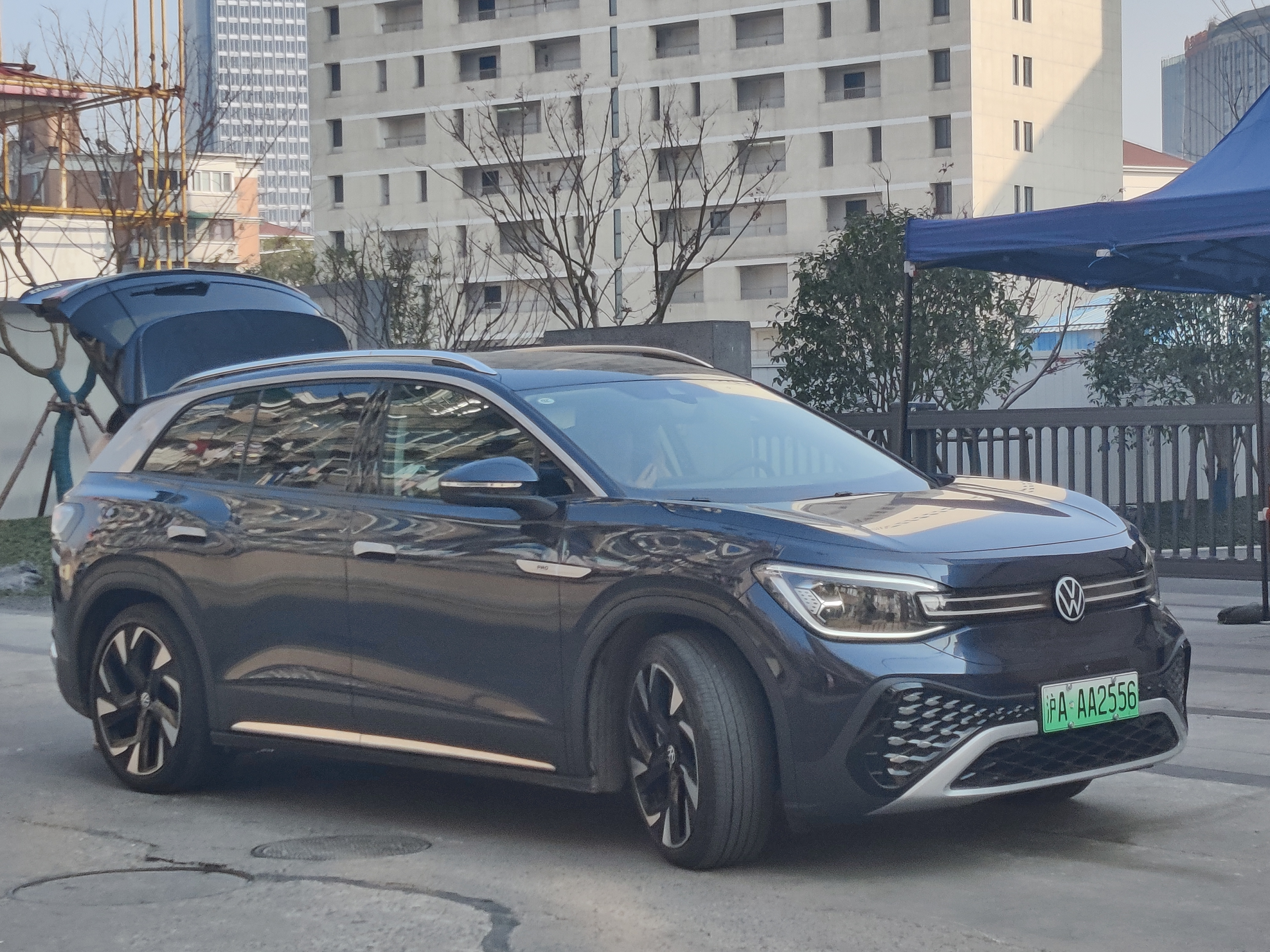
一汽大众ID.6 Crozz前侧
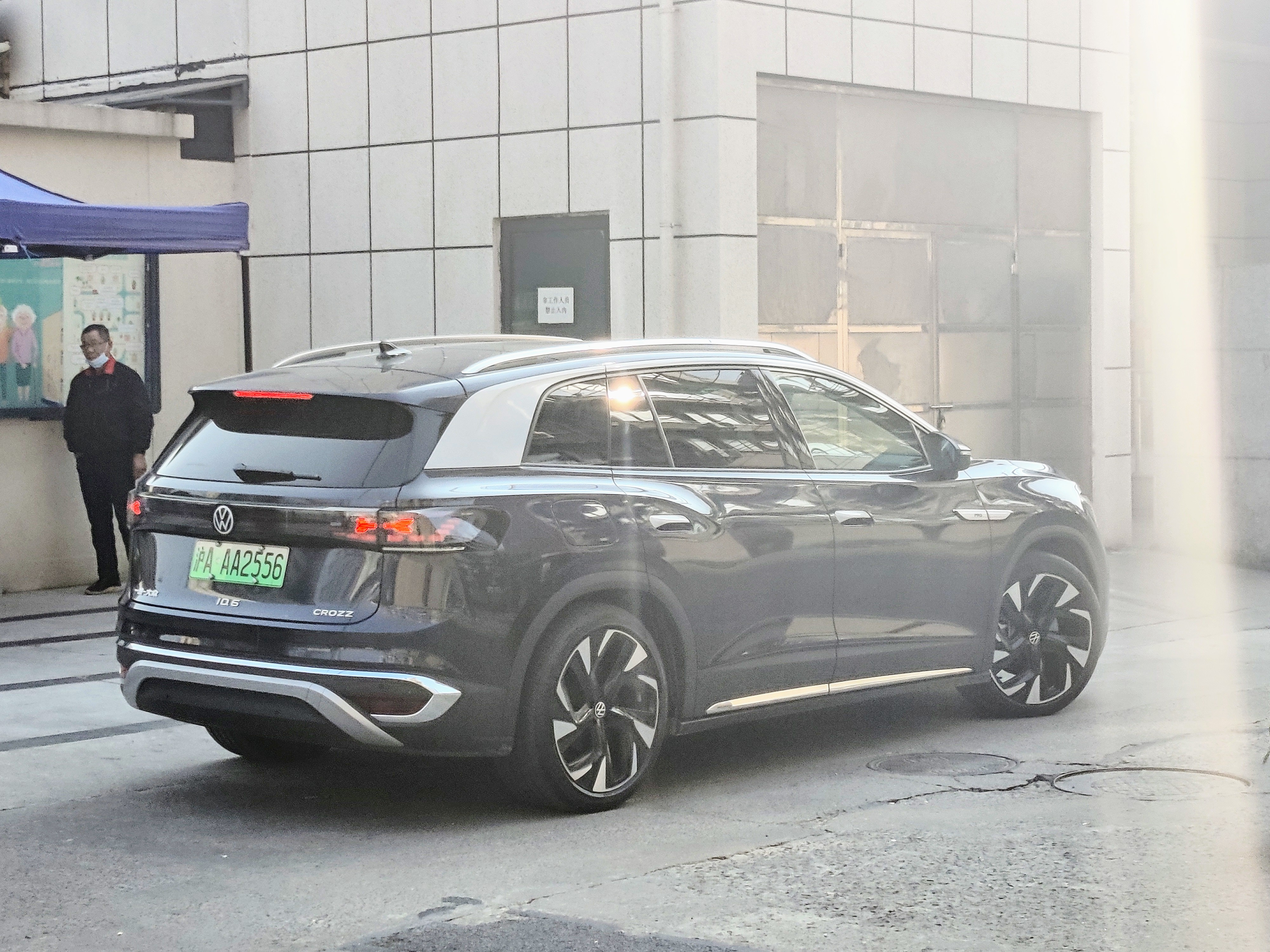
一汽大众ID.6 Crozz后侧
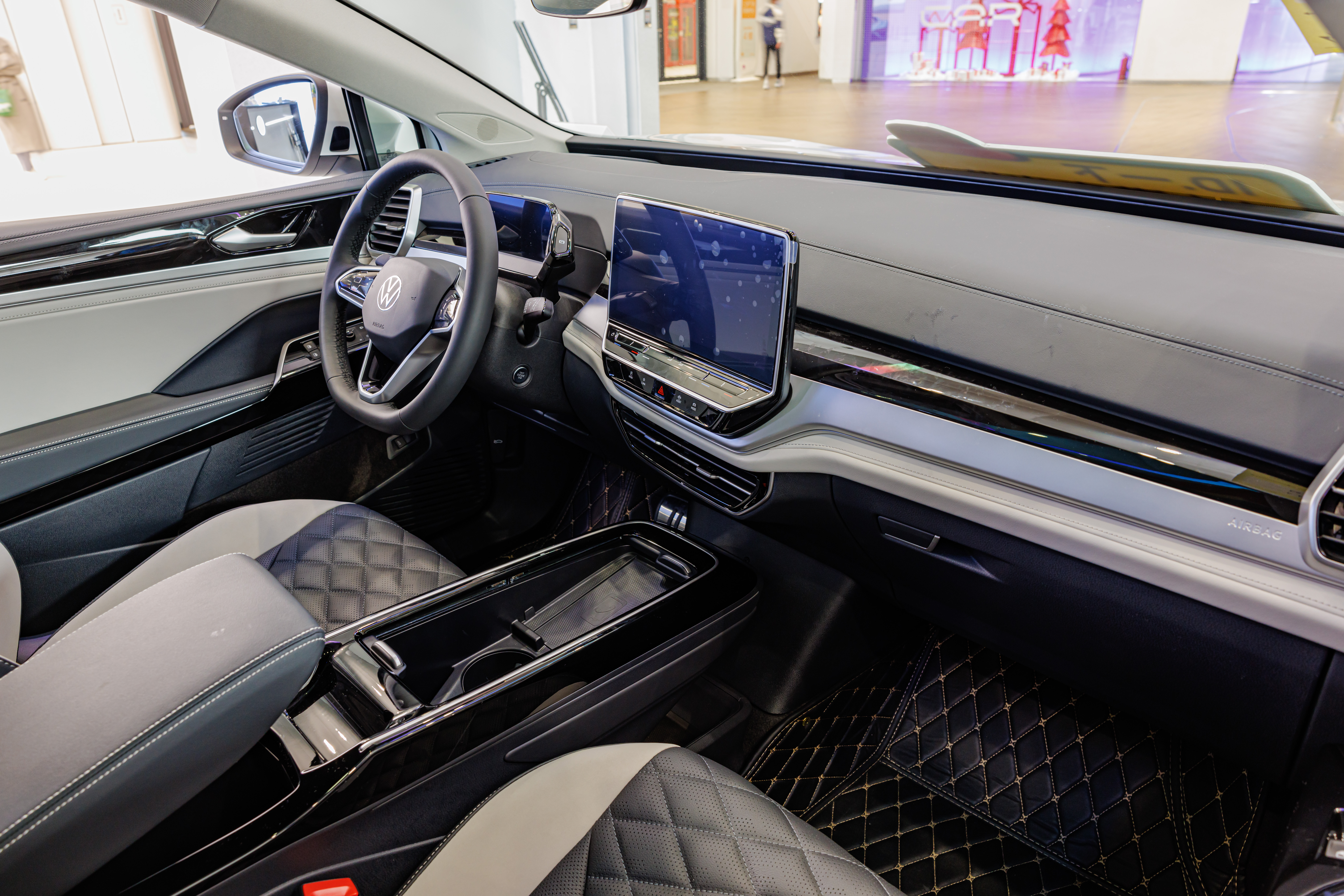
一汽大众ID.6 Crozz内饰

## 历年产量
| 年份 | 产量   |
| ---- | ------ |
| 2021 | 20,461 |
| 2022 | 38,846 |
| 2023 | 15,926 |